# Perilampus kaszabi
Perilampus kaszabi is een vliesvleugelig insect uit de familie Perilampidae. De wetenschappelijke naam is voor het eerst geldig gepubliceerd in 1983 door Boucek.